# Северномакедонско кино
Историята на киното в Северна Македония датира от 1945 г., а заснемането на филми е от 110 години.

## История
Първият филм създаден на територията на днешна Македония е дело на братята Янаки и Милтон Манаки в Битоля през 1905 г. Сред заснетите са посещения на официални лица в Битоля, тяхната 114-годишна баба Деспина, която преде прежда в Авдела, монарсите Мехмед V, Петър I, Александър (1913), Константинос I и принц Павлос I (1918). Сред другите пионери на киното е Константин Чому, който отваря кино в Битоля, където прожектира филмите на братя Манаки. Друг притежател на прожекционен апарат е Милан Голубовски от Скопие. В междувоенния период ентусиасти, занимаващи се с кино на територията на област Македония са революционерите от ВМОРО Арсени Йовков и Георги Занков, които заснемат през 1923 година документален филм за Македония „Македония в снимки“. Филмът е заснет със средства на Илинденската организация и е направен в чест на 20-годишнината от Илинденско-преображенското въстание. Сред другите пионери от този период е Ристе Зердески, който създава филма „Двама от тях в Загреб“. През 30-те години на 20. век Института за обществено здраве в Скопие излъчва филм, озаглавен „Малария“. Филмът е сниман през 1932 г. През 1940 г. режисьора Благоя Дрънков заснема редица важни кадри, като бомбардирането на Битоля и срещата на планери в Скопие
През 1945 г. се създава и първата институция за заснемане на филми ФИДИМА. Две години по-късно се създава държавната компания „Вардар“.

## Модерно кино
В днешно време страната създава по 3 или четири филма на година.
Първият македонски филм е Фросина и е пуснат за гледане през 1952 година. Сценарият е дело на Владо Малески, който написва и текста на македонския национален химн, а режисьор е Киро Билбиловски. Първият цветен филм е Мис Стоун и разказва за отвличането на протестантската мисионерка мис Елън Стоун в Македония, тогава част от Османската империя. Филмът е пуснат официално през 1958 г.
Най-известният северномакедонски режисьор е Милчо Манчевски, чийто дебютен филм Преди дъжда (1994) е номиниран за награда Оскар. Най-печелившият филм се оказва Бал-Кан-Кан, гледан от над 500 хил. души през първата една година.